# Ypthima rhodesiana
Ypthima rhodesiana är en fjärilsart som beskrevs av Robert H. Carcasson 1961. Ypthima rhodesiana ingår i släktet Ypthima och familjen praktfjärilar. Inga underarter finns listade i Catalogue of Life.